# 345648 Adyendre
345648 Adyendre è un asteroide della fascia principale. Scoperto nel 2006, presenta un'orbita caratterizzata da un semiasse maggiore pari a 3,1637065 au e da un'eccentricità di 0,0212716, inclinata di 8,91985° rispetto all'eclittica.
L'asteroide è dedicato al poeta ungherese Endre Ady.